# Macrohaltica crypta
Macrohaltica crypta là một loài bọ cánh cứng trong họ Chrysomelidae. Loài này được Santisteban miêu tả khoa học năm 2006.